# Inbar Lanir
Inbar Lanir (en hébreu : ענבר לניר), née le 3 avril 2000 à Yehud en Israël, est une judokate israélienne.

## Carrière
Inbar Lanir est médaillée de bronze par équipes aux Jeux olympiques d'été de 2020 à Tokyo puis championne du monde des moins de 78 kilos à Doha en mai 2023.
Lors des Jeux olympiques d'été de Paris 2024, elle est médaillée d'argent face à l’Italienne Alice Bellandi lors de la finale dans la catégorie de moins de 78 kilos. 

## Palmarès
| Année | Compétition           | Lieu        | Résultat | Catégorie      |
| ----- | --------------------- | ----------- | -------- | -------------- |
| 2021  | Jeux olympiques       | Tokyo       | 3e       | Par équipes    |
| 2022  | Championnats du monde | Tachkent    | 3e       | Par équipes    |
| 2023  | Championnats du monde | Doha        | 1re      | Moins de 78 kg |
| 2023  | Championnats d'Europe | Montpellier | 3e       | Moins de 78 kg |
| 2024  | Championnats d'Europe | Zagreb      | 3e       | Moins de 78 kg |
| 2024  | Jeux olympiques       | Paris       | 2e       | Moins de 78 kg |

### Masters mondial, tournois Grand Chelem et Grand Prix
| Année | Compétition     | Lieu        | Résultat | Catégorie      |
| ----- | --------------- | ----------- | -------- | -------------- |
| 2021  | Grand Chelem    | Tachkent    | 3e       | Moins de 78 kg |
| 2021  | Grand Prix      | Tbilissi    | 3e       | Moins de 78 kg |
| 2021  | Grand Chelem    | Paris       | 3e       | Moins de 78 kg |
| 2021  | Grand Chelem    | Bakou       | 2e       | Moins de 78 kg |
| 2021  | Grand Chelem    | Abou Dabi   | 3e       | Moins de 78 kg |
| 2022  | Grand Prix      | Almada      | 3e       | Moins de 78 kg |
| 2022  | Grand Chelem    | Oulan-Bator | 2e       | Moins de 78 kg |
| 2022  | Grand Chelem    | Budapest    | 2e       | Moins de 78 kg |
| 2022  | Grand Prix      | Zagreb      | 2e       | Moins de 78 kg |
| 2023  | Grand Prix      | Tbilissi    | 3e       | Moins de 78 kg |
| 2023  | Grand Chelem    | Oulan-Bator | 1re      | Moins de 78 kg |
| 2023  | Masters mondial | Budapest    | 1re      | Moins de 78 kg |
| 2023  | Grand Chelem    | Tokyo       | 2e       | Moins de 78 kg |